# Caso Cláudia Simões
O Caso Cláudia Simões foi um caso de agressões, ocorrido em 19 de janeiro de 2020, numa paragem de autocarro na Amadora, envolvendo Cláudia Simões, uma passageira luso-angolana, na altura com 47 anos, e os agentes da Polícia de Segurança Pública Carlos Canha, que já estava fora do seu turno de trabalho, porém ainda fardado, e os agentes em serviço João Gouveia e Fernando Rodrigues.
A origem do incidente foi uma discussão entre passageiros e o motorista do autocarro 163 da empresa Vimeca, pelo facto da filha dessa passageira, à data com 8 anos, se ter esquecido do passe. Apesar de Cláudia Simões ter ligado ao filho para que trouxesse o passe da criança à paragem de destino, aí chegados, o motorista decidiu chamar um polícia que se encontrava no local. A situação intensificou-se e resultou em agressões a Cláudia Simões e na sua detenção, diante dos seus filhos e demais membros do público.
Adnilson Barros, de 23 anos, passava de mota e viu pessoas paradas, agarrou no telemóvel e filmou. “Vi a senhora com barriga para cima e o agente com a mão a enforcar. O agente disse que ela estava a morder e eu respondi ‘o senhor está a enforcar ela’. O senhor é autoridade, não pode fazer isso”.

## Julgamento
Apesar de reconhecer que Cláudia Simões foi ilegalmente detida e agredida, o Ministério Público (MP) levou-a a julgamento na dupla qualidade de vítima e arguida, por ter mordido o agente, alegadamente em auto-defesa: "Se não lhe mordesse o braço, morria". O despacho do MP referiu que o agente Carlos Canha e os dois outros arguidos “actuaram com violação dos seus deveres funcionais” e que Cláudia Simões “foi ilegalmente detida, algemada, agredida, insultada e conduzida num veículo da Polícia de Segurança Pública para a esquadra”;  que “durante o percurso para a esquadra o agente Canha deu vários socos na cabeça e corpo da assistente”; e que “nenhum dos arguidos que seguiam nos dois bancos da frente do veículos fizeram algo para o parar”.
A 8 de novembro de 2023, durante as sessões do processo do tribunal, Cláudia Simões, arguida e assistente no processo, prestou declarações durante quase duas horas e assegurou que mordeu o polícia porque receou pela vida. A passageira referiu que Carlos Canha a arrastou então para a paragem, aplicou-lhe um 'mata-leão' e depois a insultou e agrediu na viagem de carro até à esquadra.

### Veredicto e sentenciamento
No dia 1 de julho de 2024 o Tribunal Judicial de Sintra condenou Cláudia Simões por morder o agente Carlos Canha, que foi absolvido das acusações de agressão na detenção desta mulher, porém condenado por agredir outras duas pessoas na esquadra.
Na leitura do acórdão, a juíza Catarina Pires aplicou uma pena de oito meses de prisão para Cláudia Simões, por um crime de ofensa à integridade física qualificada, e condenou o polícia Carlos Canha a três anos de prisão por dois crimes de ofensa à integridade física e dois crimes de sequestro relativamente aos cidadãos Quintino Gomes e Ricardo Botelho, que tinham sido levados para a esquadra. Ambas as penas foram suspensas na execução.
Outros dois agentes envolvidos no caso, Fernando Rodrigues e João Gouveia, acusados do crime de abuso de poder por não terem atuado para impedir as alegadas agressões do colega Carlos Canha, foram absolvidos porque o tribunal considerou que os dois polícias chamados à ocorrência na Amadora não atuaram à margem da lei no exercício das suas funções.

## Reações

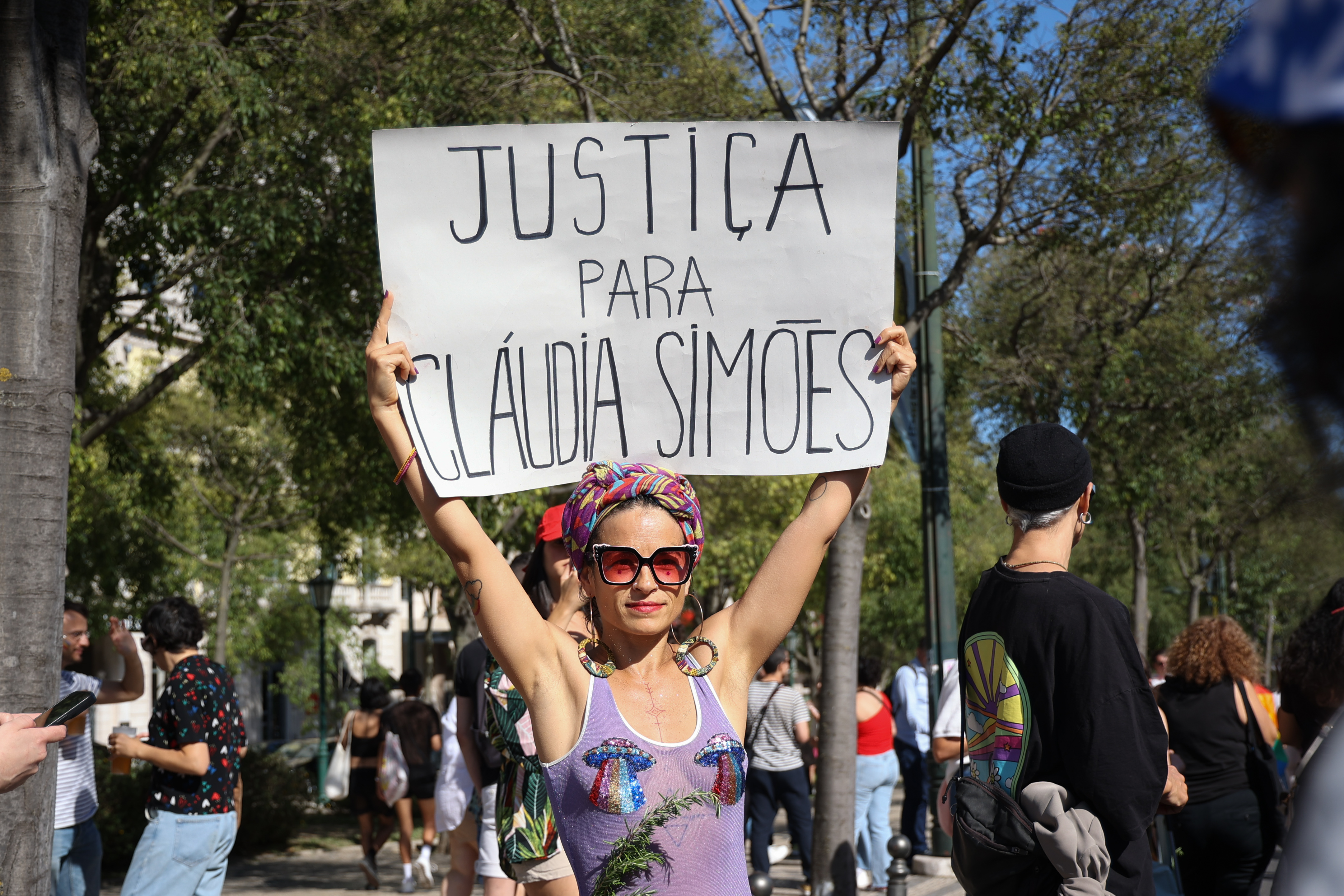
Cartaz em apoio a Cláudia Simões na Marcha do Orgulho de Lisboa, a 6 de julho de 2024

Dois dias depois do acontecimento, a 21 de janeiro de 2020, a SOS Racismo solicitou que o agente Carlos Canha fosse suspenso das suas funções com caráter imediato, tendo também condenado o “uso desproporcional da força contra cidadãos racializados indefesos” e a “impunidade que tem permitido a perpetuação do abuso de força e uso de violência por partes de elementos das forças de segurança contra pessoas racializadas”. Além disso, a SOS Racismo ainda criticou o facto de Cláudia Simões ter sido chamada a comparecer em tribunal e que tenha sido constituída arguida.
No dia 22 de janeiro de 2020, deputados parlamentares do Bloco de Esquerda, incluindo Beatriz Gomes Dias, sete deputados da Juventude Socialista (PS), e a deputada do Livre, Joacine Katar Moreira, questionaram o Ministério da Administração Interna (MAI) sobre a atuação da polícia no caso. Entre as questões colocadas, questionaram se é usual a polícia intervir em conflitos relacionados com o não pagamento de títulos de transporte de empresas públicas ou privadas, as medidas que são tomadas para evitar utilização excessiva de força por parte da polícia, quais as medidas que o MAI tomou para apurar as causas da ocorrências e se já tinham iniciado um inquérito, e quais as medidas de prevenção e combate do racismo e violência pelas forças políciais.
O Sindicato Unificado da Polícia de Segurança Pública (SUPSP), perantes estas questões, sugeriu haver uma "orquestração" da defesa de Cláudia Simões e mostrou fotografias de arranhões nas mãos e nos braços de Carlos Canha, acrescentando que esperava que "as análises sejam todas negativas a doenças graves", num post do Facebook entretanto apagado. Na sequência desta publicação, a Inspecção Geral da Administração Interna (IGAI), abriu um processo administrativo ao SUPSP.  
A 28 de janeiro de 2020, Ana Gomes, durante a celebração dos cinco anos da Associação 100 Violência - Observatório da Criança, criticou a actuação de um agente da PSP no caso de Cláudia Simões, referindo que Carlos Canha é um “exemplo pela negativa do que é ser-se polícia”, relembrando que a criança que estava presente no local da agressão, filha de Cláudia, "também tem direitos, não é só vítima de maus-tratos, mas de maus-tratos psicológicos que podem perdurar".

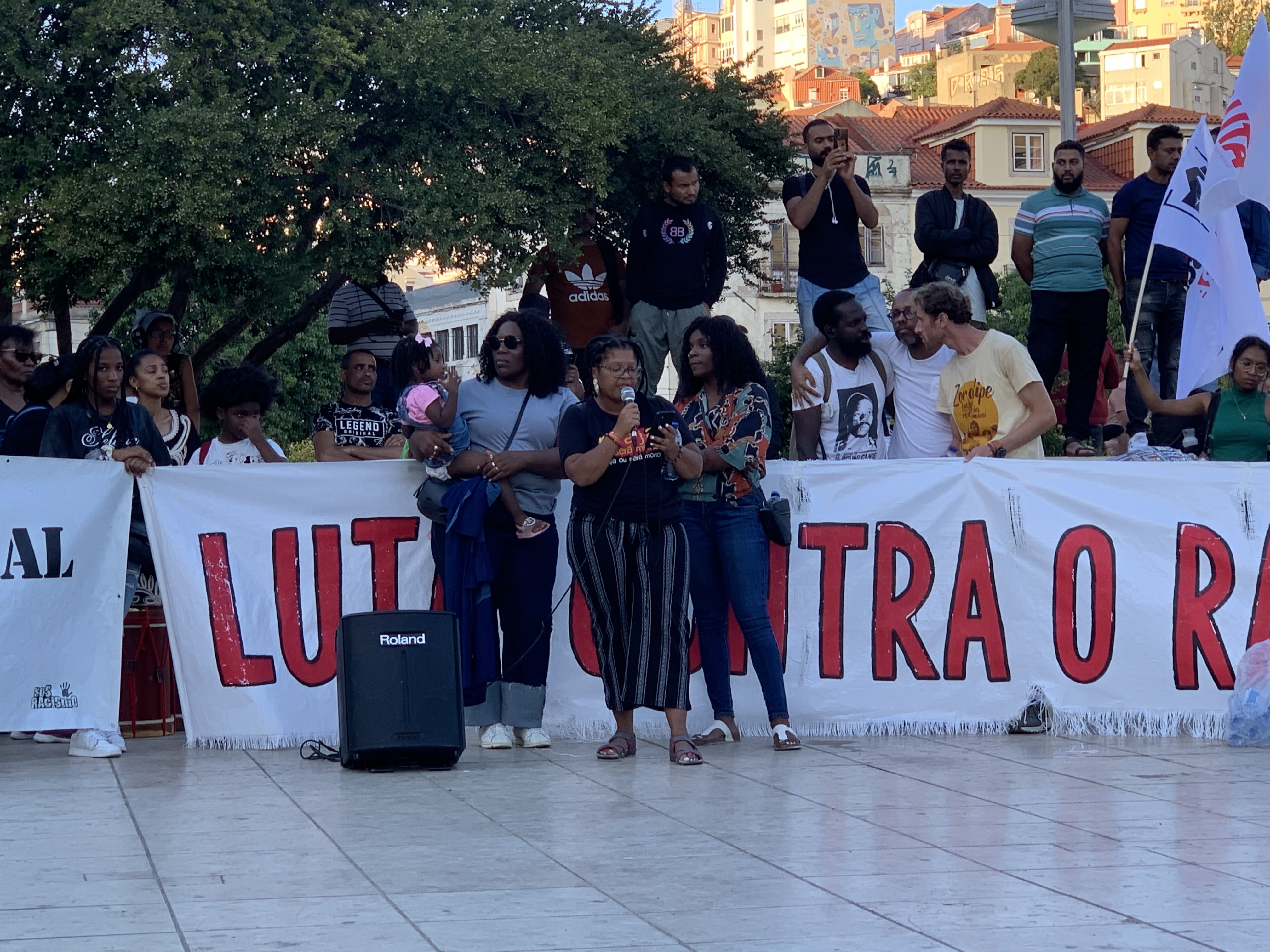
Manifestação em defesa de Cláudia Simões em Lisboa, Setembro de 2024

No dia 1 de fevereiro de 2020, foram organizadas manifestações contra o racismo em Lisboa, Porto e Coimbra, provocadas pelo caso de Cláudia Simões, mas em que também foi lembrado Giovani Rodrigues, um jovem cabo-verdeano assassinado em Bragança a 21 de dezembro de 2019. Nesse dia, segundo a SOS Racismo, entre 500 a 600 pessoas marcharam na Avenida da Liberdade até ao Rossio, em Lisboa, contra o racismo e a violência policial e para pedir justiça para Cláudia Simões. A acção foi convocada por vários movimentos e associações anti-racistas, entre as quais a SOS Racismo, o Instituto da Mulher Negra em Portugal, a Brutalidade Policial, a Consciência Negra, a Frente Antifascista e a Djass - Associação de Afrodescendentes. Estiveram presentes pessoas deputadas à Assembleia da República, entre elas Beatriz Dias, do Bloco de Esquerda, Joacine Katar Moreira, do Livre, e Rita Rato, do PCP. Foram também lembrados os casos de Giovanni Rodrigues, jovem cabo-verdiano assassinado em Bragança, em Dezembro de 2019, e de Alcindo Monteiro, morto em 1995 em Lisboa por um grupo de extrema-direita.
Em abril de 2024, a convite de Bia Ferreira, Cláudia foi uma das personagens do videoclipe da música A Conta Vai Chegar, do álbum Faminta da artista musical, juntamente com Ilda Vaz, líder das batucadeiras Bandeirinhas Pan-Africanistas, do Casal da Boba, na Amadora.
No dia 10 de junho de 2024, o caso de Cláudia Simões, foi relembrado numa manifestação em Lisboa contra o racismo, organizada por mais de 35 organizações. Para além de Cláudia, foram também lembrados Alcindo Monteiro, Bruno Candé, Musso, Elson Sanches "Kuku", Nuno Manaças Rodrigues "Mc Snake", Carlos Reis, Wilson Neto, Luís Giovani Rodrigues, Ihor Homeniuk, António Pereira (Xuati), Gurpreet Singh, Ademir Araújo Moreno, bem como as seis pessoas agredidas e sequestradas na esquadra de Alfragide em fevereiro de 2015.
Em julho de 2024, em reação à condenação de Cláudia Simões, o jogador de futebol Francisco Geraldes, do Johor FC, da Malásia, durante um jogo, mostrou uma t-shirt com a imagem de Cláudia, que tinha por baixo do equipamento, em sua homenagem, e ainda escreveu uma longa publicação nas redes sociais pedindo justiça para Cláudia Simões.
No mesmo mês, a 7 de julho de 2024, na sequência da condenação de Cláudia Simões, cerca de 50 pessoas, na maioria mulheres negras, protestaram no Cais das Colunas, em Lisboa, vestidas de branco e de punhos fechados e erguidos, em solidariedade. Entre as presentes, Célia Pires e Joacine Katar Moreira foram dizendo as seguintes palavras de ordem, em inglês e português: "Este é um ato de solidariedade com uma mulher, negra, vítima de violência policial racista".
Ainda sobre a condenação de Cláudia Simões, Rita Pereira reagiu com as seguintes palavras: "Se uma mãe branca se tivesse esquecido do passe da filha de oito anos, o motorista tinha sequer chamado a polícia? E para quem diz: 'mas não se pode morder um polícia!'. E se estiverem a fazer um 'mata-leão' e tu estiveres a morrer (em frente à tua filha de oito anos) não tens o instinto de te defenderes para sobreviver? É isto…".
A 14 de setembro de 2024, cerca de 600 pessoas manifestaram-se em Lisboa para exigir a revogação da sentença de Cláudia Simões e a compensação pela violência que a polícia e o sistema judicial lhe infligiram durante todo o processo. O protesto "E se fosse contigo? Justiça por Cláudia Simões e Todas as Vítimas da Violência Policial", organizado por vários movimentos anti-racistas, teve início junto ao Estabelecimento Prisional de Lisboa, onde também foi assinalado o terceiro aniversário dos óbitos de Danijoy Pontes e Daniel Rodrigues nesse local, a 15 de setembro de 2021, com minutos de diferença. A manifestação seguiu depois até ao Largo Martim Moniz, onde terminou. Os manifestantes empunhavam faixas com as inscrições “A nossa paixão pela liberdade é mais forte que as vossas grades” e “Contra todas a prisões”. Kitty Furtado, do Movimento Negro em Portugal, e a escritora e rapper Telma Tvon estiveram presentes na manifestação.
Entre 2021 e 2024, várias figuras públicas criticaram na imprensa a agressão e a condenação de Cláudia Simões, entre elas, Daniel Oliveira, Fernanda Câncio, Mariana Cabral, José Soeiro e João Marques Costa.